# Fragile Bird
Fragile Bird é o primeiro single do terceiro álbum do City and Colour intitulado Little Hell. A canção foi número 1 na parada de rock alternativo canadense por 9 semanas.

## Gráficos
| Gráfico (2011)                  | Pico posição |
| ------------------------------- | ------------ |
| Canadian Hot 100                | 48           |
| Canadian Active Rock Chart      | 11           |
| Canadian Alternative Rock Chart | 1            |

## Cultura Popular

### Esportes
A canção foi usado para a intro do jogo Hockey Night in Canada e para o jogo do 2011 Stanley Cup Finals entre os Vancouver Canucks e Boston Bruins.